# Harpanthus
Harpanthus es un género de musgos hepáticas perteneciente a la familia Geocalycaceae. Comprende 6 especies descritas y de estas, solo 3 aceptadas.

## Taxonomía
El género fue descrito por Christian Gottfried Daniel Nees von Esenbeck y publicado en Naturgeschichte der Europäischen Lebermoose 2: 351. 1836. La especie tipo es: ''H. flotovianus (C. G. D. Nees) C. G. D. Nees (=Jungermannia flotoviana C. G. D. Nees)

## Especies
- Harpanthus drummondii (Taylor) Grolle
- Harpanthus flotovianus (Nees) Nees
- Harpanthus scutatus (F. Weber & D. Mohr) Spruce